# نادي فولوس
نادي فولوس (باليونانية: )‏: Π.Α.Ε. Νέος Ποδοσφαιρικός Σύλλογος Βόλου) هو فريق كرة قدم يوناني من مدينة فولوس، ماغنيسيا. تأسس الفريق في 2017 ويلعب حالياً في الدوري اليوناني لكرة القدم، يلعب فولوس مبارياته على أرضه على ملعب بانثيساليكو.

## التاريخ
بعد سنوات من الجهود الفاشلة والمفاوضات بين ناديي كرة القدم القديمان من فولوس (نيكي وأولمبياكوس) المراد دمجهما لإنشاء نادٍ قوي لكرة القدم للمدينة، وأخيرا في أبريل 2017 المناقشات والجهود التي بذلها أخيلياس بيوس، رئيس بلدية فولوس، أدت إلى إنشاء نادي كرة قدم جديد. تقرر حل نادي ماس بيدنا كيتروس Pydna) Kitros) وإعادة تسميته، وبالتالي، تم إنشاء نادي فولوس الجديد (الإنجليزية: Volos New Football Club).
الفريق تولى مكان Pydna Kitros في دوري غاما إثنيكي لموسم 2017-18. فاز فولوس في النهاية بالمركز الأول في المجموعة الرابعة والثانية في المجموعة الأولى من التصفيات، وتم ترقيتهم إلى دوري كرة القدم.

## الملعب
يقع ملعب فولوس في منطقة نابولي في فولوس، ولا سيما في نهاية نابولي. تم بناء ملعب Neapoli Municipal Stadium في هذه المرحلة لعدة سنوات، ولكن في صيف عام 2017 قامت بلدية فولوس بتجديده نيابة عن Volos NFC الذي سيستخدمه لاحقًا كمقعد. يتسع الملعب لـ 2500 طبقة، بينما يوجد ملجأ على الجانب الشمالي الغربي.

## الرعاية
- راعي القميص: Interwetten
- الشركة المصنعة للملابس الرياضية: Luanvi
- الراعي الذهبي: انتركات.

## المواسم
| المواسم                                           | الدوري                                     | الأندية المتنافسة | المركز     | النقاط | فوز | تعادل | خسارة |
| ------------------------------------------------- | ------------------------------------------ | ----------------- | ---------- | ------ | --- | ----- | ----- |
| 2017–18                                           | الدوري اليوناني لكرة القدم الدرجة الثالثة ‏ | 13                | الأول      | 63     | 20  | 3     | 1     |
| الدوري اليوناني لكرة القدم الدرجة الثالثة 2018–19 | دوري كرة القدم                             | 16                | الأول      | 60     | 18  | 6     | 6     |
| الدوري اليوناني لكرة القدم 2019-20 ‏               | الدوري الممتاز                             | 14                | الحادي عشر | 31     | 8   | 7     | 18    |
| 2020–21                                           | الدوري الممتاز                             | 14                | السابع     | 43     | 10  | 13    | 10    |

## اللاعبين

### الفريق الحالي
آخر تحديث 8 January 2022.
ملاحظة: تشير الأعلام إلى المنتخب الوطني على النحو المحدد في قواعد الأهلية للفيفا. قد يحمل اللاعبون أكثر من جنسية واحدة غير تابعة للفيفا.
| الرقم | البلد      | المركز | اللاعب                                   |
| ----- | ---------- | ------ | ---------------------------------------- |
| 4     | سويسرا     | مدافع  | Levent Gülen                             |
| 5     | بيرو       | مدافع  | Jean-Pierre Rhyner                       |
| 6     | اليونان    | مدافع  | تاسوس تسوكانيس                           |
| 7     | الأرجنتين  | مدافع  | إيميليانو بوريتا                         |
| 8     | اليونان    | وسط    | سوتيريس نينيس                            |
| 9     | هولندا     | مهاجم  | توم فان ويرت                             |
| 10    | إسبانيا    | وسط    | باولو فيرنانديز                          |
| 12    | سلوفينيا   | حارس   | ماتيتش كوتنيك                            |
| 14    | الأوروغواي | وسط    | جان بارينتوس                             |
| 16    | قبرص       | مدافع  | Christos Shelis                          |
| 17    | المغرب     | وسط    | ادريان ريجاتين                           |
| 19    | البرتغال   | وسط    | أليكساندر ميغيل باروس سواريس             |
| 20    | الأرجنتين  | وسط    | نيكولاس أوروز (on loan from نادي راسينغ) |

| الرقم | البلد      | المركز | اللاعب                                  |
| ----- | ---------- | ------ | --------------------------------------- |
| 21    | اليونان    | وسط    | Dimitris Metaxas                        |
| 22    | اليونان    | مهاجم  | Alexandros Tereziou                     |
| 23    | هولندا     | وسط    | دان رينسترا                             |
| 26    | الأرجنتين  | مدافع  | Franco Ferrari                          |
| 27    | الأوروغواي | مدافع  | فرانكو روميرو                           |
| 30    | اليونان    | حارس   | Symeon Papadopoulos                     |
| 55    | إسرائيل    | حارس   | Boris Klaiman                           |
| 70    | كولومبيا   | مهاجم  | Kevin Rosero                            |
| 73    | الأرجنتين  | وسط    | جولييان بارتولو                         |
| 89    | اليونان    | مهاجم  | Thanasis Triantafyllou                  |
| 99    | اليونان    | مدافع  | Pavlos Logaras (on loan from نادي باوك) |
|       | فنلندا     | مدافع  | نيكولاي ألهو                            |